# Кіракосян Арман Джонович
Арман Джонович Кіракося́н (вірм. Արման Կիրակոսյան, (нар. 10 вересня 1956 — пом. 6 липня 2019), вірменський державний діяч, дипломат.

## Біографія
Народився 10 вересня 1956 року в місті Єреван. У 1977 закінчив Вірменський педагогічний інститут ім. Х.Абовяна, історико-географічний факультет. Кандидат історичних наук (1981). Доктор історичних наук (1999).
З 1980 по 1986 — лаборант науково-інформаційного центру Академії наук Вірменії, згодом молодший науковий співробітник, начальник відділу «Вірменознавства за кордоном».
З 1986 по 1990 — інструктор відділу науки і навчальних закладів, радник з питань зовнішніх зв'язків ЦК Компартії Вірменії.
З 1990 по 1991 — керівник наукової групи відділу з історії і культури вірменської діаспори Академії наук Вірменії.
З 1991 по 1994 — перший заступник міністра закордонних справ Вірменії.
З 1992 по 1993 — виконуючій обов'язки міністра закордонних справ Вірменії.
З 1994 по 1999 — надзвичайний і Повноважний Посол Вірменії в Греції.
У 1999 — очолював дипломатичний корпус в Греції, Кіпрі, Словенії, Хорватії, Албанії і Федеральної Республіки Югославія.
З 1999 по 2005 — Надзвичайний і Повноважний Посол Вірменії в США.
З 2005 — викладав на факультеті вірменської дипломатії Єреванського державного університету, член ради Єреванського державного університету.
З 2005 — заступник міністра закордонних справ Вірменії.
Автор більше 100 наукових праць, з нової історії вірменського народу і історії дипломатії кінця XIX — початку XX ст.